# ソラリアステージビル
ソラリアステージビルとは、福岡県福岡市中央区天神二丁目11番3号に立地する駅ビル・商業施設。
北側に位置する西鉄福岡駅ビルと共にソラリアステージを構成する。

## 概要
西日本鉄道（西鉄）による西鉄福岡駅（現・西鉄福岡（天神）駅）周辺の再開発事業「天神ソラリア計画」の第三期工事として建設された。位置関係としては、北は西鉄福岡駅ビルに接し、南はきらめき通りを挟んでソラリアターミナルビルに接している。東は渡辺通りに面しており、西側には市道を挟んで新天町商店街がある。
この場所は元々ソラリア計画より以前に行われていた西鉄大牟田線（現・西鉄天神大牟田線）連続立体化事業により構築された、西鉄福岡駅の高架ホームと高架下の商業施設があった場所である。駅機能を残しながら工事が進められたソラリアターミナルビルと異なり、ソラリアターミナルビル側に駅機能・ホームを移転させてからホームと高架を解体して新たに商業ビルを建設しており、駅機能としてはビル2階に北口正面改札と改札外コンコースのみが残る形となっている。北側には、地表面と改札外コンコースとを結ぶ大階段と吹き抜けフロア「ステージ広場」を設けた。

## フロア構成
ソラリアプラザ共々、西鉄福岡駅高架下の商業施設の移転先という意味合いもあり、専門店（小規模商店）が多く入居する構成となっている。2階の西鉄福岡（天神）駅より下層が専門店街、上層が西鉄関連の商業施設群となっている。